# Cao Jinling
Cao Jinling (xinès simplificat: 曹金玲, pinyin: Cáo Jīnlíng; Hulunbuir, 1957) és una guionista i directora de cinema i televisió xinesa.

## Biografia
Cao Jinling va néixer el desembre de 1978, a Hulunbuir, que des de 1999 és el Parc Forestal Nacional de Moerdaoga (莫尔道嘎国家森林公园) a la part nord del Gran Khingan o Da Xing'an ling (室室岭), a l'extrem nord-est de Mongòlia Interior. Va estudiar Estètica Dramàtica a l'Acadèmia Central d'Art Dramàtic de Pequín i a l'Escola d'Arts Cinematogràfiques de la Universitat del Sud de Califòrnia.
Com a guionista ha participat en pel·lícules com "My Early Girlfriend", del director coreà Guo Zairong, 我的早更女友 (Meet Miss Anxiety) (2014), 在世界中心呼唤爱 (Crying Out in Love) (2016), 七十七天 (Seventy-Seven Days) (2017) i 天国之渡 (A Journey to Heaven). També en la sèrie de televisió "Rescue - Diary of a Drug Rehabilitation Center", codirigit per Tan Youye i Ma Yiran, protagonitzada per Shi Yan, Lu Xingyu, Shi Liang i Ma Li.
La seva primera pel·lícula com directora va ser 莫尔道嘎 Anima(pel·lícula). El film 120 minuts, filmat en una ubicació impressionant del parc forestal nacional de Moerdaoga a Mongòlia Interior, el bosc verge més gran de la Xina, mostra els vincles humans amb la natura com una cosa espiritual, fins i tot sagrat. Explica la història de Linzi i el seu germà gran Tutu que es guanyen la vida com a llenyataires. Les seves vides difícils però pacífiques es veuen alterades quan desenvolupen una intensa rivalitat per una vídua local i la desforestació temerària amenaça la seva terra natal. Amb fotografia de Mark Lee Ping-Bing i una commovedora partitura de Lim Giong,Anima és una història exquisida i oportuna que provocarà debats sobre l'elecció d'un desenvolupament econòmic ràpid per sobre del consum sostenible i responsable.
La pel·lícula ha participat en diferents festivals internacionals de cinema, com la 9è edició del Asian Film Festival Barcelona on va obtenir el premi a la millor pel·lícula. el 42è Festival Internacional de Cinema del Caire. i al Festival Internacional de Cinema de Hong Kong. El novembre de 2022 la mateixa Cao va presentar el film en el" cicle de la por ambiental" del Festival Fancine de la Universitat de Màlaga. La pel·lícula ha estat subtitulada al castellà
També ha dirigit el documental propagandístic 武汉日夜 (Wuhan Day and Night) sobre l'actuació del govern xinès a la ciutat de Wuhan durant la pandèmia del Còvid -19, És un himne a la feina dels equips de cuidadors a les unitats d'urgències i cures intensives de la ciutat, però també als serveis auxiliars, ambulància i altres. Es tracta d'una pel·lícula muda, feta a partir de les fotos i les presses d'una trentena de fotògrafs locals que van filmar durant diversos mesos en primera línia de l'epidèmia.